# ういろうプリン
ういろうプリンは、かつてプロダクション人力舎で活動していた日本のお笑いコンビ。2021年1月29日解散。

## メンバー
- 内間 一彰（うちま かずあき、1983年4月12日（41歳） - ）ツッコミ担当、立ち位置は向かって左。
  - 茨城県出身。工学院大学中退。
  - 身長172cm。血液型はA型。
  - 特技はテトリス、ぷよぷよ。趣味はスポーツ、漫画、あしたのジョー。
  - 大学ではバスケットボール部に所属し、キャプテンを務めていた。
  - ハゲてきている事を気にしている。
  - 解散後はピン芸人としての活動を経て、2022年3月30日にゲーツー（元敏感ファイル）とコンビ『うちまつげ』を結成した事を発表した[1][2]。

- 丸山 雄史（まるやま ゆうし、1983年8月28日（41歳） - ）ボケ担当。立ち位置は向かって右。
  - 千葉県出身。帝京大学文学部卒業。
  - 身長171cm。血液型はA型。
  - 特技はサッカー、麻雀、合唱、クイズ。趣味はフットサル、カラオケ、スポーツ紙。
  - 小学校の教員免許とプロ雀士の資格を持っている。
  - ダジャレが得意。
  - ファッションセンスが悪い。2010年1月の『スタートダッシュ!』の企画「人力芸人ファッションチェック」において、武田裕司（元ザンゼンジ、現・キズナ）、大和田匠（元ピテカントロプス）、雨ちゃん（元シンブン）、松本亮（元ロケットパンチ）を抑えてセンス悪い芸人No.1に輝いた。

## 略歴
2006年にスクールJCAへ15期生としてそれぞれ入学し、在学中にコンビ『ブルーセレブ』結成。2007年よりJCAプロモーションへ所属し、2010年よりプロダクション人力舎へ正式所属。
2012年、第11回漫才新人大賞にて優秀賞を受賞。2013年のTHE MANZAIでは認定漫才師となる。
2018年4月20日のライブイベント「4月20日からブルーセレブが新しくなります。」にて、新コンビ名が『ういろうプリン』に決定。同月23日より正式に改名した。コンビ名の由来は内間の好物がういろう、丸山の好物がプリンであることから。なお、これ以外のコンビ名案として「うちまる子ちゃん」「歩くパンケーキ」「H&D（ハゲとデブ）」「はまち」「ぐみ」「もみの木」などが挙がっていた。前のコンビ名がずっと好きではなかったので変えたと話している。ういろうプリンに改名後、M-1グランプリでは2018年から3年連続で準々決勝へと進出。
2021年1月19日、所属事務所の公式ホームページにて丸山の芸人引退によりコンビを解散することが発表された。同月29日開催の漫才ライブ「激漫」をもって解散。
コンビ解散後、丸山は芸人を引退してプロ雀士として活動し、内間はピン芸人としての活動を経て元敏感ファイルのゲーツーとコンビ「うちまつげ」を結成し、活動を継続している。

## 賞レースの戦績

### M-1グランプリ
- 2007年 1回戦敗退
- 2008年 2回戦進出
- 2009年 3回戦進出
- 2010年 3回戦進出
- 2015年 3回戦進出
- 2016年 3回戦進出
- 2017年 2回戦進出
- 2018年 準々決勝進出
- 2019年 準々決勝進出
- 2020年 準々決勝進出

### その他
- 2009年 キングオブコント 2回戦進出
- 2012年 第11回漫才新人大賞 優秀賞
- 2013年 THE MANZAI 認定漫才師
- 2013年 第4回お笑いハーベスト大賞 本戦（準決勝）進出
- 2016年 第7回お笑いハーベスト大賞 本戦（準決勝）進出

## 芸風
- 主に漫才[6]だが、時にはコントを演じることもある。
- 漫才では登場するなり「フレッシュマーン!」と雄叫びを上げたり2人とも「セレセレ」と言いながら右手で左腕を擦るような仕草をしたり、自己紹介をした後に丸山が「おねがーい」と言うなどと色々なパターンを模索していたが現在では全て封印している。
- 内間と仲良くしたがる丸山を内間が邪険に扱うというネタが多いが、実際のコンビ仲は非常に良い。

## 出演

### テレビ
- オンバト+（NHK総合）戦績0勝1敗 最高321KB
- 美しき青木・ド・ナウ（テレビ朝日）- 2009年9月14日 ※丸山のみ
  - 「10年振りに再会した初恋相手の女性に告白する」という企画に出演し、結果的に玉砕した。[リンク切れ]
- 新春 レッドカーベット（フジテレビ）※キャッチコピーは「お笑い界の青い稲妻」
- 中居正広の金曜日のスマイルたちへ（TBSテレビ）- 2020年12月25日

### ラジオ
- Satuday Night Laugh（TBSラジオ） - 2015年5月2日[10]
- マイナビ Laughter Night（TBSラジオ） - 2016年6月4日[11]

### ポッドキャスト
- ジンリキポッドキャスト（人力舎の若手芸人によるポッドキャスト）【iTunesで聴く】【ブラウザで聴く】（2010年5月〜）

### ライブ
- 人力舎ライブ「Spark」
- バカ爆走!（事務所ライブ、毎月1日から6日 ミニホール新宿Fu-）
- どっきん（事務所ライブ、新宿バティオス）
- BOMB!!
- 雷ライブ
- 次世代芸人！浅草お笑いフェスタ
- 鬼ヶ島軍団 vs ラバーガールフレンズ
- 新宿GO! GO!LIVE
- ラバーガールフレンズトークライブ
- 漫才ライブ「激漫」[12]
他

### 単独ライブ
- uchimaru GT（2012年7月20日昼・夜2公演　新宿シアター・ミラクル）
- 超ブルーセレブ[13]（2016年10月7日昼・夜2公演　しもきた空間リバティ）